# Walter Posner
Walter Posner (født 22. februar 1953) er en tysk tidligere fodboldspiller (forsvarer). Han spillede for henholdsvis Borussia Mönchengladbach og Bayer Leverkusen, og vandt både det tyske mesterskab og DFB-Pokalen med førstnævnte i 1975.

## Titler
Bundesligaen
- 1975 med Borussia Mönchengladbach

DFB-Pokal
- 1975 med Borussia Mönchengladbach